# 65ª Brigata meccanizzata "Grande Prato"
La 65ª Brigata meccanizzata autonoma "Grande Prato" (in ucraino 65-та окрема механізована бригада «Великий луг»?, 65-ta okrema mechanizovana bryhada «Velykyj Luh», unità militare A7013) è un'unità di fanteria meccanizzata delle Forze terrestri ucraine, subordinata al Comando operativo "Ovest" e con base a Staryči nell'oblast' di Leopoli.

## Storia
La brigata è stata fondata il 18 aprile 2022 in seguito all'invasione russa dell'Ucraina come parte del Corpo di Riserva dell'esercito ucraino. Dopo un periodo di addestramento ha lasciato la riserva e a partire da agosto è stata schierata nella regione di Zaporižžja. Ha mantenuto la posizione lungo la linea difensiva fra Orichiv e Huljajpole per i mesi successivi, fino alla primavera del 2023.
Nel giugno 2023 ha condotto a una serie di contrattacchi locali, insieme alla 47ª Brigata meccanizzata, in direzione di Robotyne, importante snodo della linea fortificata russa difeso dal 70º e dal 291º Reggimento della 42ª Divisione fucilieri motorizzata, elementi della 22ª e della 45ª Brigata specnaz e i battaglioni BARS-11 e 14. A luglio le due brigate ucraine hanno raggiunto la periferia del villaggio dopo aver superato il limite meridionale dei campi minati russi, nonostante i rinforzi portati nell'area dalla 58ª Armata combinata, come i battaglioni BARS-1 e 3 e il 1430º Reggimento fucilieri motorizzato. Ad agosto la brigata è entrata a Robotyne da nordovest, mentre la 47ª da est, ed entrambe hanno occupato gran parte del villaggio entro il 15 del mese tagliando l'ultima via di rifornimento alle unità russe rimastevi. In seguito ha respinto l'810ª Brigata fanteria di marina che si trovava schierata fra Robotyne e Kopani. All'inizio di ottobre l'unità, rinforzata da elementi della 116ª Brigata meccanizzata, è stata costretta a ritornare sulle proprie posizioni da un contrattacco del 234º Reggimento della 76ª Divisione d'assalto aereo. Ha continuato a operare nel saliente di Robotyne anche nei mesi successivi, respingendo diversi attacchi russi. A metà febbraio 2024 ha fermato un assalto di reparti della 42ª Divisione russa equipaggiati con vecchi T-55,  infliggendovi gravi perdite. Dopo aver perso alcune posizioni a sud del villaggio, il 26 febbraio supportata dalla 33ª Brigata meccanizzata è riuscita a ricatturarle.
Il 20 dicembre 2024 la brigata è stata ufficialmente intitolata al cosiddetto Grande Prato, regione storica dell'Ucraina situata a sud-est del fiume Dnepr dove l'unità ha combattuto per tutta la durata del conflitto, la quale consisteva in un complesso di fiumi, canneti, paludi e foreste alluvionali e cessò di esistere con la costruzione della diga di Kachovka negli anni 50.

## Struttura
- Comando di brigata[17]
- 1º Battaglione meccanizzato
- 2º Battaglione meccanizzato
- 3º Battaglione meccanizzato
- 7º Battaglione fucilieri (Ivano-Frankivs'k, unità militare A7091)[18]
- 56º Battaglione fucilieri (Chmel'nyc'kyj, unità militare A4346)[19]
- 57º Battaglione fucilieri (Černivci, unità militare A4436)[20]
- Battaglione corazzato (T-72M1)
- Battaglione sistemi senza pilota "Ronin"
  -  Unità droni "Dragonflies"
- Gruppo d'artiglieria
  - Batteria acquisizione obiettivi
  - Battaglione artiglieria semovente (2S1 Gvozdika)
  - Battaglione artiglieria semovente (2S3 Akatsiya)
  - Battaglione artiglieria lanciarazzi (BM-21 Grad)
  - Battaglione artiglieria controcarri (MT-12 Rapira)
- Battaglione artiglieria missilistica contraerei
- Battaglione genio
- Battaglione manutenzione
- Battaglione logistico
- Compagnia ricognizione
- Compagnia cecchini
- Compagnia guerra elettronica
- Compagnia comunicazioni
- Compagnia radar
- Compagnia difesa NBC
- Compagnia medica

## Simboli
Lo stemma della brigata è diviso in due parti da una lancia dorata, la quale simboleggia di abilità militare, coraggio e onore. A sinistra, su fondo rosso, sono raffigurate tre foglie d'acero dorate, elemento araldico del distretto di Javoriv dove ha sede l'unità. A destra è rappresentato un cosacco armato di moschetto, simbolo dell'esercito del Sič di Zaporižžja il cui territorio si estendeva sul Grande Prato al quale la brigata è intitolata.

## Comandanti
- Colonnello Andrij Kravec' (aprile 2022 - settembre 2024)[22]
- Colonnello Volodymyr Izbaš (settembre 2024 - giugno 2025)[23]
- Colonnello Ihor Kozyrenko (giugno 2025 - in carica)[24]